# ماتیاس کنایسل
ماتیاس کنایسل (انگلیسی: Mathias Kneissl) یک فیلم درام به کاگردانی راینهارد هاوف محصول آلمان غربی سال ۱۹۷۱ است.